# Ana Claudia Talancón
Ana Claudia Talancón (Cancún, 1 de maio de 1980) é uma atriz mexicana de cinema e televisão.

## Carreira

### Na televisão
- Dollhouse 2 Temporada epi. 7 (Galena/Lisa) - FOX
- Terminales (Abril Marquéz) - HBO 2008
- Vale Todo (Maria de Fátima) - TV Globo e Telemundo - 2002 - Brasil/EUA
- Tiempo Final (  ?  ) -

### No cinema
- Days of Wrath (2008)
- Arráncame la vida (2008) .... Catalina Guzman
- One Missed Call (2008) .... Taylor Anthony
- El último justo (2007) .... Miryam
- Love in the Time of Cholera (2007) .... Olimpia Zuleta
- Fast Food Nation (2006) .... Coco
- Alone with Her (2006) .... Amy
- Contracorriente (2006).... Chuya
- The Virgin of Juarez (2006) .... Mariela
- Sueño (2005) .... Nina
- Después de la muerte (2005) .... Cleotilde
- Matando Cabos (2004) .... Paulina Cabos
- Ladies' Night (2003) .... Alicia
- El umbral (2003) .... Gina
- El crimen del padre Amaro (2002) .... Amelia
- El cometa (1999) .... Valentina
- El juego sin reglas (1999)

## Premiações
- 2003: Premio ACE: Melhor Atriz-Cinema por El crimen del padre Amaro
- 2004: MTV Movie Award: Melhor Cachondez por Ladies' night
- 2006: Jury Prize: Melhor Atriz (coadjuvante/secundária) por The Virgin of Juárez
- 2006: Hollywood Life's Magazine Breakthrough of the Year Awards: Revelação do Ano por Fast Food Nation

### Indicações
- 1999: Prémio Ariel: Melhor Atriz por El Cometa
- 2003: Prémio Ariel: Melhor Atriz por El crimen del padre Amaro
- 2003: MTV Movie Award: Atriz Favorita por El crimen del padre Amaro
- 2003: MTV Movie Award: Melhor Seqüência Cachonda por El crimen del padre Amaro